# 伊斯菲特
伊斯菲特（德語：Thomas Eisfeld；1993年1月18日—），是一名德國足球運動員，司職攻擊中場，曾效力阿仙奴、富咸，最後效力於德国足球甲级联赛球隊波琴。

## 球會生涯
伊斯菲特開始他的職業生涯在多蒙特青訓營。此前，他在2011年加盟多蒙特之前效力於SV Quitt Ankum和奧斯納布魯克。在2009年，他經歷了十字韌帶損傷。恢復後，在2012賽季在12場比賽中為多蒙特U19打進6球。

### 阿仙奴
離開多蒙特後，2012年1月31日以475000英鎊加盟阿仙奴作為補償訓練學徒球員的費用。
伊斯菲特2012年7月期間阿仙奴被選為阿仙奴亞洲之旅的24人名單。
伊斯菲特的首演在10月30日在聯賽杯對陣雷丁，在58分鐘替補。阿森納贏7-5。
伊斯菲特再次加入一線隊，他們參加了2013-14賽季前對陣印尼夢之隊的第一場比賽。並穿上了34號球衣。
伊斯菲特第一次為阿仙奴一線隊出場是對西布朗的聯賽杯比賽，為阿仙奴首開記錄。

### 富咸
2014年7月23日伊斯菲特永久轉會至富咸，簽定為期兩年的合同，球會有再延長12個月的權利。

## 榮譽

### 球會
波鴻
- 德國足球乙級聯賽冠軍：2020–21賽季[9]

## 外部連結
- Soccerway資料庫：伊斯菲特
- （英文） 足球数据库：Thomas Eisfield的球员统计数据